# Cervo Zoppo
(Cervo Zoppo)
Cervo Zoppo (... – Big Muddy Creek, 7 maggio 1877) è stato un condottiero nativo americano dei Miniconjou.
Figlio di He Isnala (Lone Horn, alias Un Solo Corno, ovvero Corno Solitario) e fratello di Mahpiua Icahtagya (Touching-the-Clouds, alias Colui-che-tocca-le-Nuvole) e di Hehaka Galeshka (Spotted Elk, alias Alce Maculata) in età più tarda conosciuto anche come Si Tanka (Big Foot, alias Grosso Piede), Taakcha Ooshta (Lame Deer, alias Cervo Zoppo) fu uno fra i più importanti capi Miniconjou Teton Dakota nel terzo quarto del XIX secolo. Alleatosi con Tatanka Yotanka (Sitting Bull, alias Toro Seduto), nel 1876 prese parte alla battaglia del Little Bighorn. Il 7/5/1877 quattro compagnie del 2º Cavalleria al comando del col. Nelson Miles, guidate da scouts Northern Cheyenne, sorpresero il villaggio dei Miniconjou di Taakcha Ooshta e Maza Wichahpi (Iron Star, alias Stella-di-Ferro) a Big Muddy Creek, sul Rosebud River e lo attaccarono: fra gli altri, anche Taakcha Ooshta fu ucciso (con Iron Star e altri 14 guerrieri) nella battaglia, in cui furono uccisi anche quattro militari e altri sette furono feriti, e la sua gente fu deportata e confinata nella riserva.